# Spermacoce
Genre
Synonymes
Selon Plants of the World online (POWO) (26 février 2022) :
- Arbulocarpus Tennant
- Bigelovia Spreng.
- Bigelowia DC.
- Borreria G.Mey.
- Chaenocarpus Neck. ex A.Juss.
- Chenocarpus Neck.
- Covolia Neck.
- Dasycephala (DC.) Hook.f.
- Dichrospermum Bremek.
- Diodioides Loefl.
- Gruhlmania Neck.
- Hemidiodia K.Schum.
- Hypodematium A.Rich.
- Jurgensia Raf.
- Octodon Thonn.
- Paragophyton K.Schum.
- Pterostephus C.Presl
- Spermacoceodes Kuntze
- Tardavel Adans.

Spermacoce est un genre de plantes dicotylédones de la famille des Rubiaceae, sous-famille des Rubioideae, à répartition pantropicale, qui comprend environ 300 espèces.
Des extraits de ces plantes, ainsi que les composés qui ont été isolés, possèdent diverses activités biologiques, notamment anti-inflammatoires, antitumorales, antimicrobiennes, larvicides, antioxydantes, gastro-intestinales, anti-ulcéreuses et hépatoprotectrices. Les principaux principes actifs sont  des alcaloïdes et des iridoïdes.

## Caractéristiques générales

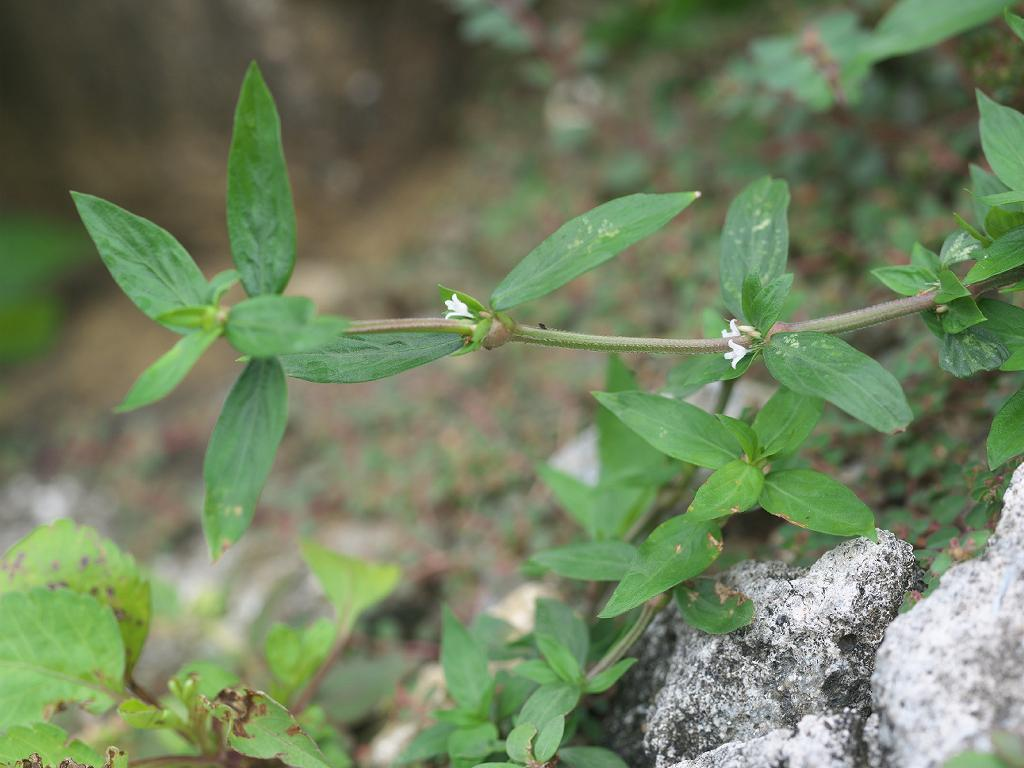
Spermacoce remota, port de la plante.

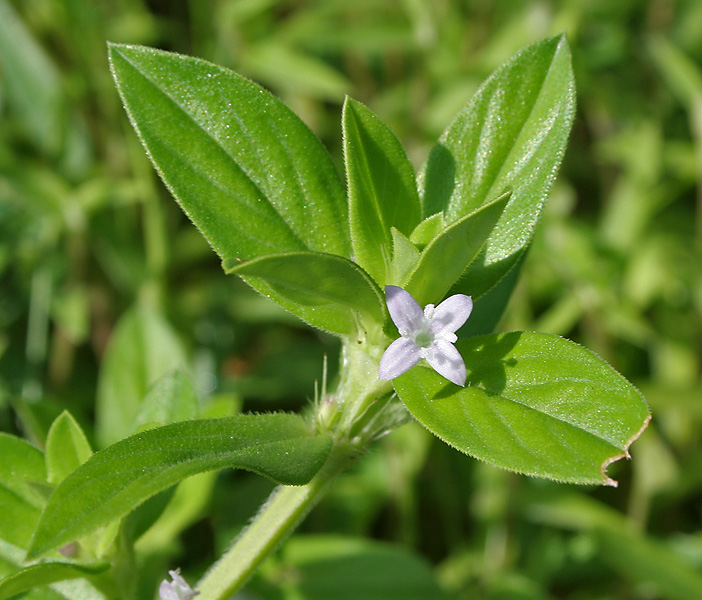
Spermacoce articularis, plante fleurie.

Les espèces du genre Spermacoce sont des plantes herbacées annuelles ou vivaces ou de petits sous-arbrisseaux, à tiges glabres, pubescentes, hispides ou scabres, très souvent prostrées à érigées, à section quadrangulaire.
Les feuilles, opposées ou faussement verticillées, sont sessiles ou pétiolées. Le pétiole est souvent soudé à la gaine des stipules, qui est souvent divisée en une ou plusieurs franges filiformes.
Les fleurs sont le plus souvent petites, parfois de taille moyenne, hermaphrodites, non hétérostylées, sessiles. Elles ont généralement groupées en grappes axillaires plus ou moins globuleuses, comptant de très nombreuses fleurs, ou parfois en capitules terminaux, soutenus par 1 à 2 paires de feuilles formant bractées.
Le calice est composé d'un tube obovoïde, turbiné ou obconique, avec 4 lobes, le plus souvent triangulaires, oblongs ou lancéolés, plus ou moins  persistants, parfois avec des denticules intermédiaires.
La corolle infundibuliforme (en forme d'entonnoir) ou en forme de plateau, présente un tube parfois très mince, parfois avec un anneau de poils à l'intérieur vers la base, une gorge glabre à poilue et 4 lobes étalés.
Les étamines, au nombre de 4, sont insérées par leur filament dans le tube de la corolle ou à la gorge. Les anthères, linéaires à oblongues, sont incluses ou majoritairement exsertes.
L'ovaire biloculaire contient un ovule amphitrope solitaire dans chaque loge, attaché au milieu du septum. Le style, filiforme, est le plus souvent exsert. Le stigmate est  capité ou à 2 lobes courts.

Le fruit est généralement une capsule à 2 valves déhiscente de l'apex vers le bas chez certaines espèces, ou de la base vers le haut mais les valves restant attachées par le limbe du calice chez quelques espèces. Les graines, oblongues, ellipsoïdes ou ovoïdes, ont généralement une couleur brun luisant. La testa est fine et  souvent clairement réticulée, sillonnée ventralement. L'albumen est corné ou charnu.

## Taxinomie
Le genre Spermacoce a été décrit par Linné et publié en 1753 dans son Species plantarum (Sp. Pl. 1: 102).
L'espèce-type est  Spermacoce tenuior (lectotype).
Traditionnellement, le genre Borreria a été séparé du genre Spermacoce sur la base du type de déhiscence des fruits. Dans le genre Borreria, les deux valves des fruits sont déhiscentes alors que dans le genre  Spermacoce une valve est déhiscente et l'autre indéhiscente (par comparaison, les deux valves sont indéhiscentes dans le genre Diodia). Cependant à la suite de recherches pantropicales sur  ce groupe et de données moléculaires, la majorité des auteurs regroupent désormais toutes ces espèces dans le genre Spermacoce.

### Étymologie
Le nom générique, « Spermacoce », dérive de deux racines de grec ancien, σπέρμα (sperma), la graine, et ακωκη (akoke), la pointe, en référence au fruit (capsule couronnée par les pointes du calice persistant),,.

### Sélection d'espèces
- Spermacoce alata Aubl. (1775)
- Spermacoce latifolia Aubl. (1775)
- Spermacoce hexangularis Aubl. (1775)
- Spermacoce prostrata Aubl. (1775)
- Spermacoce verticillata L. (1753)

### Liste d'espèces
Selon World Checklist of Selected Plant Families (WCSP) (26 février 2022) :
- Spermacoce adscendens Willd. (1818)
- Spermacoce aequabilis Harwood (2005)
- Spermacoce affinis (DC.) R.M.Salas (2020)
- Spermacoce alata Aubl. (1775)
- Spermacoce amapaensis (E.L.Cabral & Bacigalupo)
- Spermacoce angustifolia (Span.) Boerl. (1891)
- Spermacoce annua Verdc. (1975)
- Spermacoce aprica (Hiern) Govaerts (1996)
- Spermacoce aquatica Vell. (1829)
- Spermacoce aretioides (Griseb.) Kuntze (1898)
- Spermacoce argentea (Cham.) Kuntze (1898)
- Spermacoce argillacea Harwood (2005)
- Spermacoce aristeguietana (Steyerm.) Govaerts (1996)
- Spermacoce articularis L.f. (1782)
- Spermacoce arvensis (Hiern) R.D.Good (1927)
- Spermacoce aurantiiseta Harwood (2005)
- Spermacoce auriculata F.Muell. (1863)
- Spermacoce azurea Verdc. (1975)
- Spermacoce bahamensis (Britton) Howard (1988)
- Spermacoce bahiana (E.L.Cabral)
- Spermacoce baileyana Domin (1929)
- Spermacoce bambusicola (Berhaut) J.-P.Lebrun & Stork (1984)
- Spermacoce bangweolensis (R.E.Fr.) Verdc. (1975)
- Spermacoce bequaertii (De Wild.) Verdc. (1975)
- Spermacoce berteroana Howard (1988)
- Spermacoce bisepala Verdc. (1989)
- Spermacoce bolivarensis (Steyerm.) Govaerts (1996)
- Spermacoce brachyantha Verdc. (1981)
- Spermacoce brachysepala (Urb.) Alain (1982)
- Spermacoce brachystema R.Br. ex Benth. (1867)
- Spermacoce brachystemonoides (Cham. & Schltdl.) Kuntze (1898)
- Spermacoce bradei (Standl.) Govaerts (1996)
- Spermacoce brassii Gideon (1983)
- Spermacoce brevicilia Harwood (2005)
- Spermacoce brevidens Harwood (2005)
- Spermacoce breviflora F.Muell. ex Benth. (1867)
- Spermacoce brittonii (Standl.) Howard (1988)
- Spermacoce brownii Rusby (1896)
- Spermacoce buchneri (K.Schum.) Govaerts (1996)
- Spermacoce buckleyi Fosberg (1988)
- Spermacoce burchellii (E.L.Cabral & Bacigalupo) Delprete (2007)
- Spermacoce burmanni DC. (1830)
- Spermacoce calliantha Harwood (2005)
- Spermacoce capillaris (Correll) Howard (1988)
- Spermacoce capitata Ruiz & Pav. (1798)
- Spermacoce cardiophora Harwood (2005)
- Spermacoce cassuangensis R.D.Good (1927)
- Spermacoce cataractarum (Steyerm.) Govaerts (1996)
- Spermacoce caudata Harwood (2005)
- Spermacoce cerradoana (E.L.Cabral, R.M.Salas & J.D.Soto) Govaerts (2018)
- Spermacoce chaetocephala DC. (1830)
- Spermacoce chartensis (Standl.) Govaerts (1996)
- Spermacoce clinopodioides (Standl.) Govaerts (1996)
- Spermacoce confertifolia (Steyerm.) Govaerts (1996)
- Spermacoce confusa Rendle (1936)
- Spermacoce congensis (Bremek.) Verdc. (1975)
- Spermacoce congestanthera Harwood (2005)
- Spermacoce constricta Harwood (2005)
- Spermacoce crispata (K.Schum.) Delprete (2007)
- Spermacoce cristulata Domin (1929)
- Spermacoce cupularis (DC.) Kuntze (1898)
- Spermacoce dasycephala (Cham. & Schltdl.) Delprete, Fl. Ilustr. Catarin. (2005)
- Spermacoce debilis Benth. (1867)
- Spermacoce decipiens (K.Schum.) Kuntze (1898)
- Spermacoce decurrens Vell. (1829)
- Spermacoce delicatula (E.L.Cabral) Delprete (2007)
- Spermacoce densiflora (DC.) Alain (1988)
- Spermacoce deserti N.E.Br. (1909)
- Spermacoce dibrachiata Oliv. (1873)
- Spermacoce dimorpha (J.H.Kirkbr.) Delprete (2007)
- Spermacoce discreta Harwood (2005)
- Spermacoce dispersa (Hook.f.) Kuntze (1898)
- Spermacoce divaricata (Hook.f.) Kuntze (1898)
- Spermacoce diversistyla Harwood (2005)
- Spermacoce dolichosperma Harwood (2005)
- Spermacoce dussii (Standl.) Howard (1988)
- Spermacoce egleri (Sucre & C.G.Costa) Govaerts (1996)
- Spermacoce elaiosoma Harwood (2005)
- Spermacoce erectiloba Harwood (2005)
- Spermacoce erioclada DC. (1830)
- Spermacoce erosa Harwood (2005)
- Spermacoce eryngioides (Cham. & Schltdl.) Kuntze (1898)
- Spermacoce erythrosepala Harwood (2005)
- Spermacoce evenia (Standl.) Govaerts (1996)
- Spermacoce everistiana Fosberg (1988)
- Spermacoce exasperata Urb. (1923)
- Spermacoce exilis (L.O.Williams) C.D.Adams ex W.C.Burger & C.M.Taylor, Fieldiana, Bot., n.s. (1993)
- Spermacoce fabiformis Harwood (2005)
- Spermacoce felis-insulae (Correll) R.A.Howard (1988)
- Spermacoce filifolia (Schumach. & Thonn.) J.-P.Lebrun & Stork (1984)
- Spermacoce filiformis Hiern (1877)
- Spermacoce filituba (K.Schum.) Verdc. (1975)
- Spermacoce flagelliformis Poir. (1806)
- Spermacoce fruticosa (Standl.) Govaerts (1996)
- Spermacoce galeopsidis DC. (1830)
- Spermacoce garuensis (K.Krause) Govaerts (1996)
- Spermacoce gibba Harwood (2005)
- Spermacoce gilliesiae (Specht) J.R.Clarkson (1993)
- Spermacoce glabra Michx. (1803)
- Spermacoce gracillima (DC.) Delprete (2006 publ. 2007)
- Spermacoce graniticola Harwood (2005)
- Spermacoce guimaraesensis (E.L.Cabral & Bacigalupo)
- Spermacoce hepperiana Verdc. (1975)
- Spermacoce heteromorpha Dessein (2006)
- Spermacoce hexangularis Aubl. (1775)
- Spermacoce hillii (Chippend.) Govaerts (1996)
- Spermacoce hispida L. (1753)
- Spermacoce hockii (De Wild.) Dessein (2003)
- Spermacoce huillensis (Hiern) R.D.Good (1927)
- Spermacoce humifusa Willd. (1818)
- Spermacoce hyssopifolia Willd. (1818)
- Spermacoce inaguensis (Britton) Howard (1988)
- Spermacoce inaperta F.Muell. (1863)
- Spermacoce incognita (E.L.Cabral) Delprete (2007)
- Spermacoce inconspicua Bartl. ex DC. (1830)
- Spermacoce intricans (Hepper) H.M.Burkill (1986)
- Spermacoce intricata (Steyerm.) Govaerts (1996)
- Spermacoce ipecacuana Larrañaga (1923)
- Spermacoce irwiniana (E.L.Cabral) Delprete (2007)
- Spermacoce ivorensis Govaerts (1996)
- Spermacoce jacobsonii F.M.Bailey (1891)
- Spermacoce jaliscensis M.E.Jones (1933)
- Spermacoce jangouxii (Steyerm.) Govaerts (1996)
- Spermacoce johnwoodii (E.L.Cabral & R.M.Salas) Govaerts (2018)
- Spermacoce juncta Harwood (2005)
- Spermacoce keyensis Small (1913)
- Spermacoce kirkii (Hiern) Verdc. (1975)
- Spermacoce laevicaulis Miq. (1869)
- Spermacoce laevigata F.Muell. (1863)
- Spermacoce lagunensis (M.E.Jones) Govaerts (1996)
- Spermacoce lamprosperma Harwood (2005)
- Spermacoce lancea (Hiern) Govaerts (1996)
- Spermacoce lasiocarpa R.Br. (1829)
- Spermacoce latifolia Aubl. (1775)
- Spermacoce latimarginata Harwood (2005)
- Spermacoce latituba (K.Schum.) Verdc. (1975)
- Spermacoce ledermannii (K.Krause) Govaerts (1996)
- Spermacoce leptoloba Benth. (1867)
- Spermacoce lignosa Harwood (2005)
- Spermacoce limae (Sucre) Govaerts, World Checkl. Seed Pl. 2: 17, 382 (1996)
- Spermacoce linearifolia (Hook.f.) Kuntze (1898)
- Spermacoce linoides (DC.)
- Spermacoce litoralis (Urb.) Alain (1988)
- Spermacoce longiseta (M.Martens & Galeotti) Hemsl., Biol. Cent.-Amer. (1881)
- Spermacoce loretiana (E.L.Cabral) Govaerts (1996)
- Spermacoce macrantha Reinw. ex Korth. (1851)
- Spermacoce macrocephala (Standl. & Steyerm.) Govaerts (1996)
- Spermacoce malabarica (Sivar. & Manilal) Sivar., R.V.Nair & Kunju, Proc. Indian Acad. Sci. (1987)
- Spermacoce malacophylla (K.Schum.) Govaerts (1996)
- Spermacoce manikensis Dessein (2002 publ. 2003)
- Spermacoce manillensis Kuntze (1898)
- Spermacoce marginata Benth. (1867)
- Spermacoce marticrovettiana (E.L.Cabral) Govaerts (1996)
- Spermacoce matanzasia (Urb.) Borhidi (1983)
- Spermacoce melochioides (Standl.) Govaerts (1996)
- Spermacoce membranacea R.Br. ex Benth. (1867)
- Spermacoce meyeniana Walp. (1843)
- Spermacoce microcephala A.Rich. (1850)
- Spermacoce milnei Verdc. (1975)
- Spermacoce minutiflora (K.Schum.) Verdc. (1975)
- Spermacoce mitracarpoides Miq. (1869)
- Spermacoce multibracteata (E.L.Cabral & Bacigalupo)
- Spermacoce multicaulis Benth. (1867)
- Spermacoce multiflora (DC.) Delprete (2007)
- Spermacoce nana Roxb. (1820)
- Spermacoce natalensis Hochst. (1844)
- Spermacoce neesiana Schult. & Schult.f. (1827)
- Spermacoce nelidae (E.L.Cabral) Govaerts (1996)
- Spermacoce neohispida Govaerts (1996)
- Spermacoce neotenuis Govaerts (1996)
- Spermacoce neoterminalis Govaerts (1996)
- Spermacoce nesiotica (B.L.Rob.) G.A.Levin (1989)
- Spermacoce nigricans Herter (1939)
- Spermacoce noronhensis (Sucre) Govaerts (1996)
- Spermacoce obscura DC. (1830)
- Spermacoce occidentalis Harwood (2005)
- Spermacoce occultiseta Harwood (2005)
- Spermacoce octodon (Hepper) Hakki (1984)
- Spermacoce ocymifolia Willd. (1819)
- Spermacoce ocymoides Burm.f. (1768)
- Spermacoce oligantha Urb. (1923)
- Spermacoce omissa J.R.Clarkson (1993)
- Spermacoce orinocensis Willd. (1818)
- Spermacoce ostenii (Standl.) E.L.Cabral & Florentín (2016)
- Spermacoce ovalifolia (M.Martens & Galeotti) Hemsl., Biol. Cent.-Amer. (1881)
- Spermacoce paganuccii E.L.Cabral & Bacigalupo (2010)
- Spermacoce paolii (Chiov.) Verdc. (1975)
- Spermacoce papuana F.Muell. (1876)
- Spermacoce paraensis (Bacigalupo & E.L.Cabral) Delprete (2007)
- Spermacoce paranaensis (E.L.Cabral & Bacigalupo) Delprete, Fl. Ilustr. Catarin. (2005)
- Spermacoce parviceps (Ridl.) I.M.Turner (1996)
- Spermacoce pauciflora Vell. (1829)
- Spermacoce paulista (E.L.Cabral & Bacigalupo)
- Spermacoce pazensis (E.L.Cabral & Bacigalupo)
- Spermacoce perangusta (S.Moore) Delprete (2006 publ. 2007)
- Spermacoce perennis Verdc. (1975)
- Spermacoce perpusilla (Hook.f.) Kuntze (1898)
- Spermacoce pessima Harwood (2005)
- Spermacoce petraea (Pires-O'Brien) Govaerts (1996)
- Spermacoce phaeosperma Harwood (2005)
- Spermacoce phalloides Harwood (2005)
- Spermacoce phyteuma Schweinf. ex Hiern (1877)
- Spermacoce phyteumoides Verdc. (1975)
- Spermacoce pilifera Bacigalupo (1972)
- Spermacoce pilulifera (Ridl.) I.M.Turner (1996)
- Spermacoce platyloba Harwood (2005)
- Spermacoce poaya A.St.-Hil. (1824)
- Spermacoce pogostoma Benth. (1867)
- Spermacoce pohliana Govaerts (2018)
- Spermacoce polyphylla Vell. (1829)
- Spermacoce princeae (K.Schum.) Verdc. (1975)
- Spermacoce prostrata Aubl. (1775)
- Spermacoce protrusa Harwood (2005)
- Spermacoce pulchristipula (Bremek.) Delprete (2007)
- Spermacoce pumila (Span.) Boerl. (1891)
- Spermacoce pumilio (Standl.) Govaerts (1996)
- Spermacoce pusilla Wall. (1820)
- Spermacoce quadrifaria (E.L.Cabral) Govaerts (1996)
- Spermacoce quadrisulcata (Bremek.) Verdc. (1975)
- Spermacoce radiata (DC.) Sieber ex Hiern (1877)
- Spermacoce redacta Harwood (2005)
- Spermacoce reflexa (J.H.Kirkbr.) Govaerts (1996)
- Spermacoce remota Lam. (1792)
- Spermacoce resinosula Harwood (2005)
- Spermacoce reticulata Harwood (2005)
- Spermacoce retitesta Harwood (2005)
- Spermacoce riparia Cham. & Schltdl. (1828)
- Spermacoce rosea (Urb.) Alain (1988)
- Spermacoce rosmarinifolia (E.L.Cabral & Bacigalupo)
- Spermacoce rotundifolia (Andersson) Fosberg (1987)
- Spermacoce rubescens (Colla) P.L.R.Moraes & De Smedt (2013)
- Spermacoce rubricaulis C.Wright (1869)
- Spermacoce ruelliae DC. (1830)
- Spermacoce runkii (K.Schum.) Kuntze (1898)
- Spermacoce rupicola Harwood (2005)
- Spermacoce samfya Verdc. (1989)
- Spermacoce santacruciana (Bacigalupo & E.L.Cabral)
- Spermacoce savannarum (Britton) Howard (1988)
- Spermacoce scaberrima Blume (1826)
- Spermacoce scabiosoides (Cham. & Schltdl.) Kuntze (1898)
- Spermacoce scabrisina Harwood (2005)
- Spermacoce schlechteri K.Schum. ex Verdc. (1989)
- Spermacoce schumanniana (Taub. ex Ule) Govaerts (1996)
- Spermacoce schumannii (Standl. ex Bacigalupo) Delprete, Fl. Ilustr. Catarin. (2005)
- Spermacoce scortechinii Gand. (1918)
- Spermacoce semiamplexicaulis (E.L.Cabral) Delprete (2007)
- Spermacoce semierecta Roxb. (1820)
- Spermacoce senensis (Klotzsch) Hiern (1877)
- Spermacoce serpyllifolia Willd. (1818)
- Spermacoce setidens (Miq.) Boerl. (1891)
- Spermacoce siberiana (E.L.Cabral & R.M.Salas) Govaerts (2018)
- Spermacoce simplicicaulis (K.Schum. ex Sucre) Govaerts (1996)
- Spermacoce sociata (Span.) Boerl. (1891)
- Spermacoce somalica (K.Schum.) Govaerts (1996)
- Spermacoce spermacocina (K.Schum.) Bridson & Puff (1989)
- Spermacoce sphaerostigma (A.Rich.) Oliv. (1873)
- Spermacoce spruceana Kuntze (1898)
- Spermacoce squamosa (C.Wright ex Griseb.) Kuntze (1898)
- Spermacoce stachydea DC. (1830)
- Spermacoce stenophylla F.Muell. (1863)
- Spermacoce stigmatosa Harwood (2005)
- Spermacoce stipularis Dessein (2003)
- Spermacoce strumpfioides (C.Wright ex Griseb.) C.Wright (1869)
- Spermacoce suaveolens (G.Mey.) Kuntze (1898)
- Spermacoce suberecta (Hook.f.) Kuntze (1898)
- Spermacoce subvulgata (K.Schum.) J.G.García, Mem. Junta Invest. Ultramar (1959)
- Spermacoce sulcata (Bacigalupo)
- Spermacoce suprahila Harwood (2005)
- Spermacoce taylorii Verdc. (1975)
- Spermacoce tectanthera Harwood (2005)
- Spermacoce tenuior L. (1753)
- Spermacoce tenuissima Hiern (1877)
- Spermacoce terminaliflora R.D.Good (1927)
- Spermacoce tetraquetra A.Rich. (1850)
- Spermacoce thymifolia (Griseb.) Kuntze (1898)
- Spermacoce thymocephala (Griseb.) C.Wright (1869)
- Spermacoce thymoidea (Hiern) Verdc. (1975)
- Spermacoce tocantinsiana (E.L.Cabral & Bacigalupo) Delprete (2007)
- Spermacoce trichosiphonia Harwood (2005)
- Spermacoce uniseta F.M.Bailey (1891)
- Spermacoce valens (Standl.) Govaerts (1996)
- Spermacoce velascoana (E.L.Cabral, R.M.Salas & J.D.Soto) Govaerts (2018)
- Spermacoce verticillata L. (1753)
- Spermacoce viridiflora (Hassl.) Govaerts (1996)
- Spermacoce vulpina (Standl.) Govaerts (1996)
- Spermacoce warmingii (K.Schum.) Kuntze (1898)
- Spermacoce weygaertii Govaerts (1996)
- Spermacoce wunschmannii (K.Schum.) Kuntze (1898)
- Spermacoce wurdackii (Steyerm.) Govaerts (1996)
- Spermacoce xanthophylla (Bremek.) Govaerts (1996)
- Spermacoce zollingeriana (Miq.) Boerl. (1891)